# Kranzberg
Kranzberg ist eine Gemeinde im oberbayerischen Landkreis Freising.

## Geographie

### Lage
Kranzberg liegt circa zehn Kilometer westlich von Freising im Ampertal und im Donau-Isar-Hügelland.

### Gemeindegliederung
Es gibt 25 Gemeindeteile (in Klammern ist der Siedlungstyp angegeben):
- Ampertshausen (Dorf)
- Ast (Weiler)
- Berg (Dorf)
- Bernstorf (Einöde)
- Dorfacker (Weiler)
- Eberspoint (Weiler)
- Giesenbach (Dorf)
- Grandlmiltach (Weiler)
- Gremertshausen (Kirchdorf)
- Griesbach (Weiler)
- Hagenau (Weiler)
- Harrerhof (Einöde)
- Höchenberg (Einöde)
- Hohenbercha (Pfarrdorf)
- Kranzberg (Pfarrdorf)
- Kühnhausen (Dorf)
- Neuhausen (Weiler)
- Oberthalhausen (Weiler)
- Schönbichl (Dorf)
- Sickenhausen (Dorf)
- Thalhausen (Dorf)
- Thurnsberg (Dorf)
- Viehhausen (Weiler)
- Waldhütte (Einöde)
- Zinklmiltach (Dorf)

## Geschichte

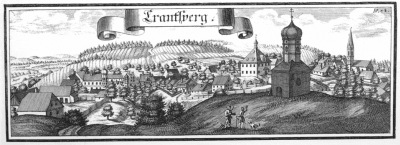
Kupferstich von Michael Wening in Topographia Bavariae um 1700

### Bis zur Gemeindegründung
Um 1200 erbaute das Ministerialengeschlecht der "Chranichsberg" das Schloss. Die Burg Kranzberg war bis zu ihrer Zerstörung durch schwedische Truppen 1632 Amtssitz des herzoglich-bayerischen Landgerichts Kranzberg, die Burg wurde danach nicht wieder aufgebaut. Trotzdem war Kranzberg bis 1802 Sitz eines wittelsbachischen Landgerichtes. Durch die Säkularisation des benachbarten Hochstifts Freising und dessen Eingliederung ins Königreich Bayern im Jahr 1803 verlor Kranzberg an Bedeutung. Freising wurde Sitz des Landgerichts. Die 1666 wieder errichtete Burgkapelle St. Pantaleon wurde 1807 abgebrochen. Kranzberg wurde 1818 im Zuge der Verwaltungsreformen in Bayern eine selbstständige politische Gemeinde.

### Eingemeindungen
Im Rahmen der Gemeindegebietsreform wurden am 1. Juli 1971 die Gemeinden Hohenbercha und Thalhausen eingegliedert. Gebietsteile von Tünzhausen und Wippenhausen kamen am 1. Januar 1972 hinzu. Am 1. Juli 1972 folgte Gremertshausen.

### Einwohnerentwicklung
Zwischen 1988 und 2018 wuchs die Gemeinde von 3039 auf 4175 um 1136 Einwohner bzw. um 37,4 %.

## Politik und Verwaltung

### Bürgermeister und Gemeinderat
Der Gemeinderat besteht nach den Kommunalwahlen in Bayern 2020 aus 16 Mitgliedern (CSU 4 Sitze, SPD 2 Sitze, FWG Kranzberg 6 Sitze, KGL 4 Sitze) und dem Bürgermeister Hermann Hammerl (FWG), der sein Amt verteidigen konnte. Er siegte mit 65,9 Prozent der Stimmen deutlich vor Anton Hierhager (SPD), der 34,1 Prozent erhielt.

### Wappen
| Wappen Gde. Kranzberg | Blasonierung: „In Blau auf goldenem Dreiberg ein silberner Kranich.“ |
| Wappen Gde. Kranzberg | Wappenbegründung: Der Kranich ergibt eine für den Ortsnamen redende Figur, denn Kranzberg ist von Burg Kranichsberg abgeleitet, die seit dem 13. Jahrhundert als Ministerialenburg und Mittelpunkt des herzoglich-bayerischen Landgerichts Kranzberg eine wichtige Rolle spielte. Die Burg war bis zu ihrer Zerstörung durch schwedische Truppen 1632 Amtssitz, danach wurde sie nicht wieder aufgebaut. Dieses Wappen wird seit 1973 geführt. |

## Kultur und Sehenswürdigkeiten

### Museen
- Das Bronzezeit Bayern Museum auf dem Pantaleonsberg wurde am 16. Mai 2014 durch Staatsminister Spaenle eröffnet.

### Bauwerke

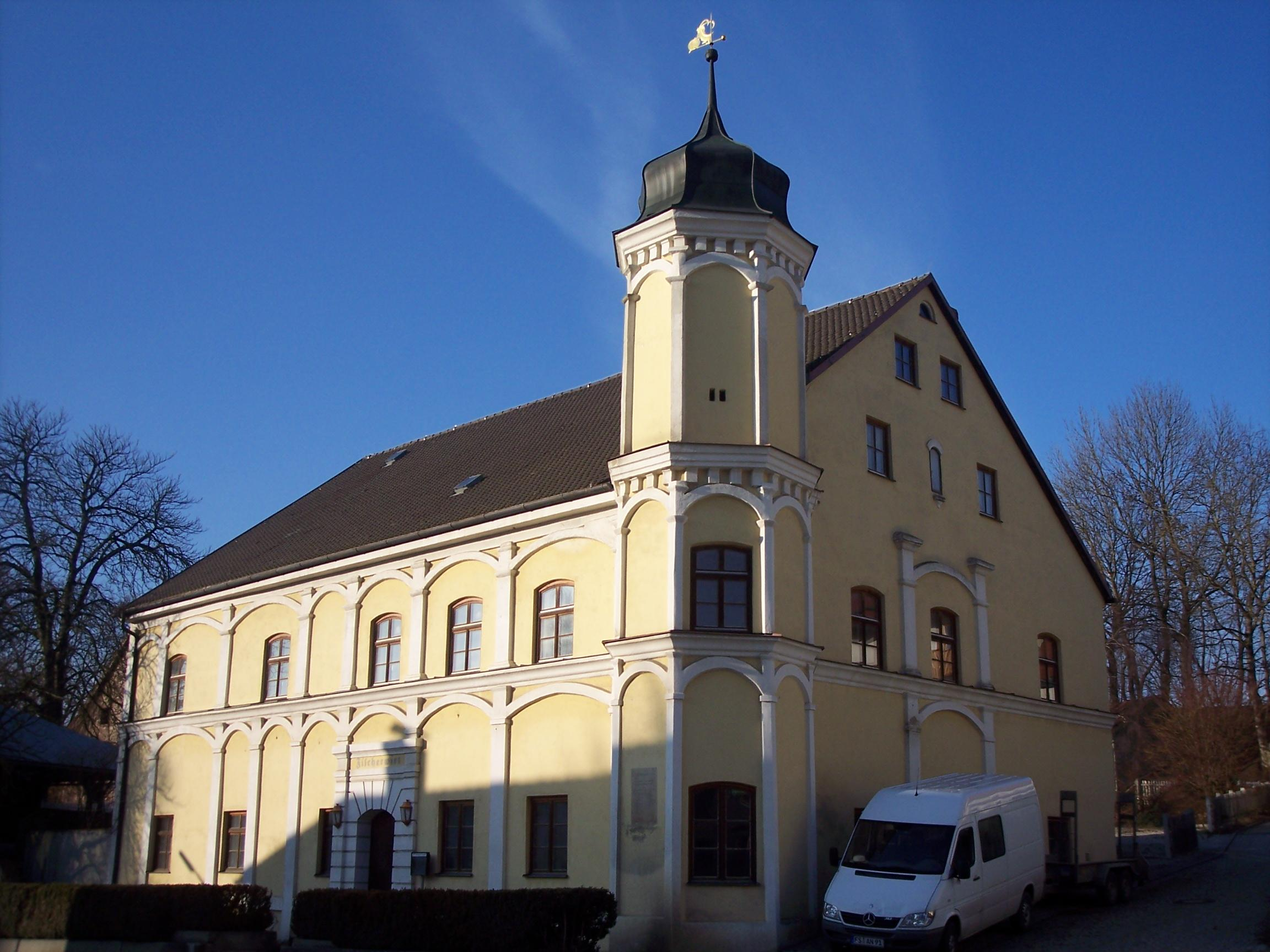
Fischerwirt in Kranzberg, das alte Pfleghaus des Landgerichts

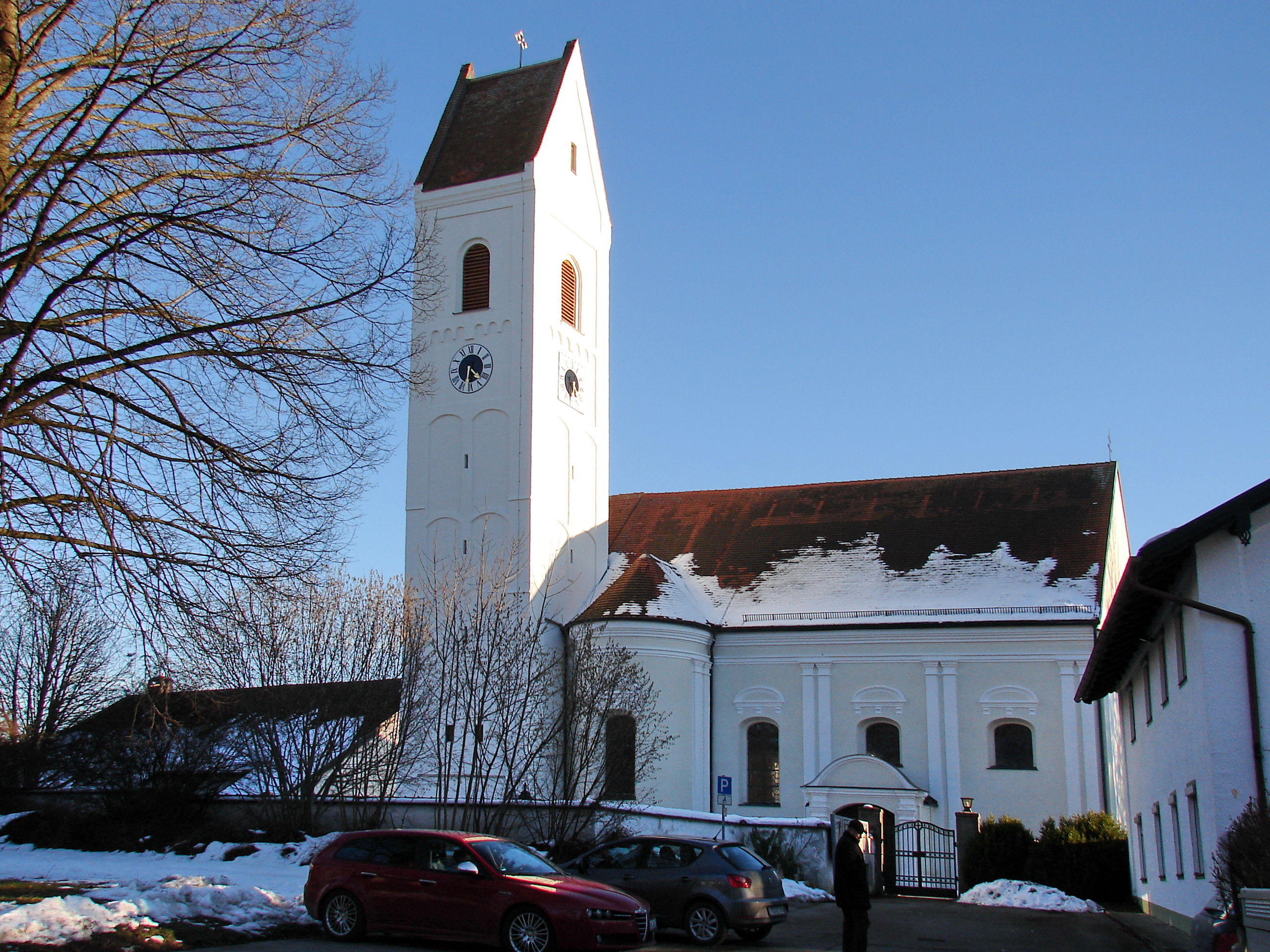
Katholische Pfarrkirche St. Quirinus

- Fischerwirt, das alte Pfleghaus des Landgerichts. Barocker Bau mit markantem Eckerker.
- Filialkirche St. Clemens in Oberberghausen
- Altes Gefängnis; gegenüber dem alten Landgerichtsgebäude (Fischerwirt). Heute „Lebensmittelladen Rauschecker“. Dem alten Gebäude wurde später ein Vorbau mit leicht abgesetzter Dachneigung vorgesetzt, in dessen Erdgeschoss sich heute der Verkaufsraum des Ladens befindet.
- Ehemaliges HJ-Heim auf dem Pantaleonsberg. Große, zeittypische Zwei-Flügel-Anlage an Stelle der alten Burg mit Fahnenheiligtum (heute zur Kapelle umgenutzt). Gebäuderenovierung im Jahr 2007 für öffentliche Nutzung.
- Ehemalige Burg Kranzberg (keine sichtbaren oberirdischen Überreste). Auf dem Pantaleonsberg stand bis zur Zerstörung durch die Schweden 1632 eine große Burganlage, die die damalige Bedeutung Kranzbergs als Sitz eines Landgerichtes verdeutlicht. Die Steine der Ruine wurden später für landesherrliche Bauten (Turnierhaus) in München abgetragen.
- Schloss Schönbichl
- Kapelle, Sickenhausen

### Sonstiges
- Freizeitgelände Kranzberger See

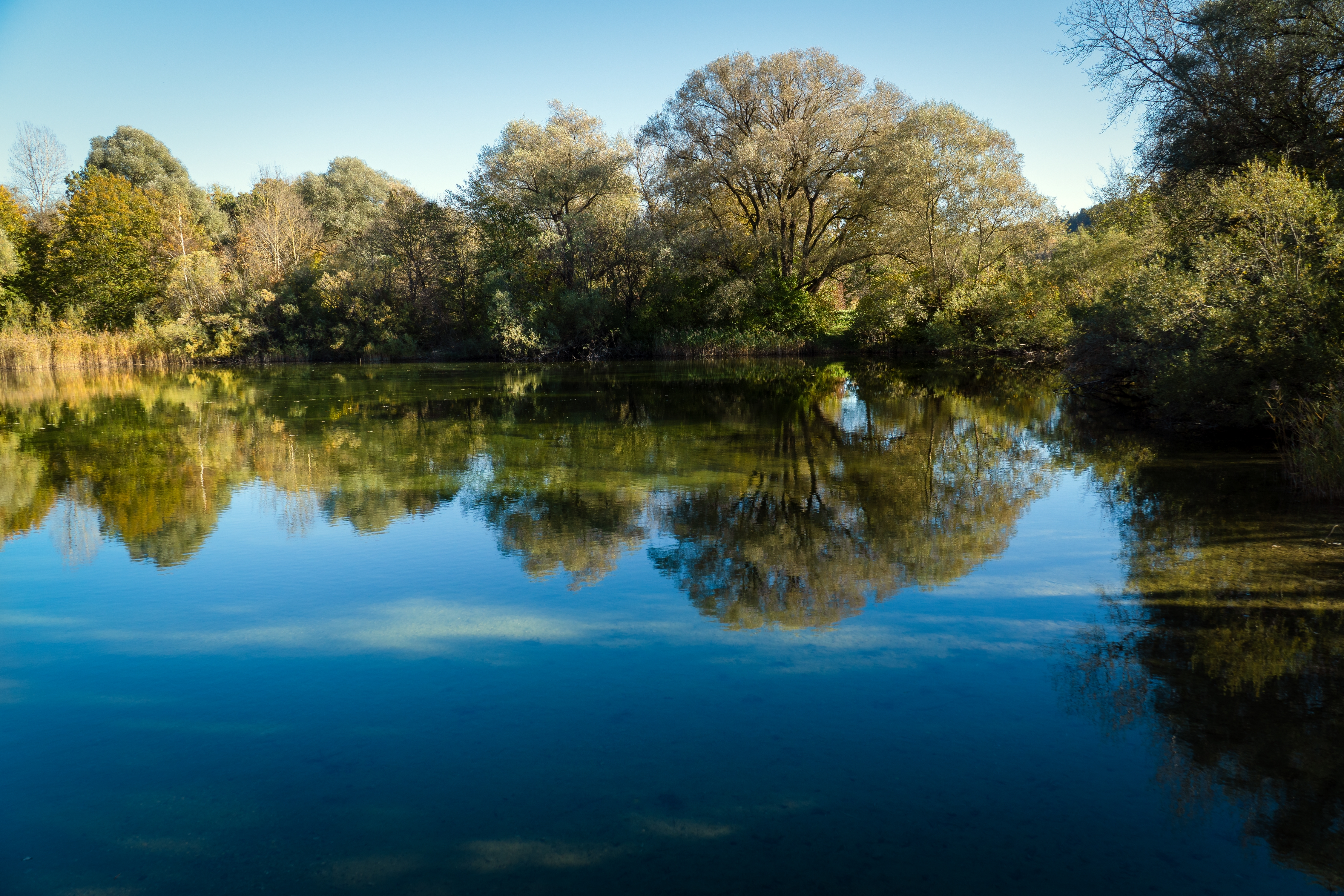
Kranzberger See

- Bayerisches Landesarboretum im Kranzberger Forst
- 2007: Verwaltungsgebäude, Architekt: Dominikus Stark
- 2015: Haus für Geoinformation, Architekt: Dominikus Stark

### Prähistorische Siedlung
Im Herbst 1998 wurden von den Hobbyarchäologen Manfred Moosauer und Traudl Bachmaier im Bereich einer befestigten bronzezeitlichen Siedlung bei Bernstorf ein Gold-Diadem sowie Bernsteinobjekte gefunden. Gravierte Bernsteinstücke zeigen Ritzungen in mykenischer Linear-B-Schrift und zeigen so historische Verbindungen zum Mittelmeerraum. Der Goldfund von Bernstorf befindet sich heute im Besitz der Archäologischen Staatssammlung München.

## Religion
Zum katholischen Pfarrverband Kranzberg gehören die Pfarreien Kranzberg St. Quirin, Hohenbercha St. Margareta und Wippenhausen St. Nikolaus.

## Infrastruktur
Eine ÖPNV-Anbindung besteht mit MVV-Buslinien nach Freising und in Richtung Allershausen-Hohenkammer sowie mit einer MVV-Buslinie in Richtung Garching-Hochbrück.

## Wirtschaft
Mit der Esri Deutschland GmbH hat der auf dem Markt für kommerzielle Geoinformationssysteme führende Softwarehersteller ESRI den Hauptsitz seines Deutschlandgeschäftes in Kranzberg.

## Persönlichkeiten
- Josef Sellmair (1896–1954), römisch-katholischer Theologe und Pädagoge
- Johann Wimmer (1921–2004), Politiker (CSU)